# Justicia pinensis
Justicia pinensis är en akantusväxtart som beskrevs av Spencer Le Marchant Moore. Justicia pinensis ingår i släktet Justicia och familjen akantusväxter. Inga underarter finns listade i Catalogue of Life.